# 日本映像クリエイティブ
日本映像クリエイティブ株式会社（にほんえいぞうクリエイティブ）は、日本のVFX制作会社。東京都目黒区に所在する。略称は日クリ（ニックリ、にっくり、Nikkuri）。

## 概要
16ミリのフィルム合成を専門としていたチャンネル16が1989年に解散し、1990年に東洋ビデオの出資により映画工房が業務を引き継ぐが、これも1996年に破産消滅した。その業務を引き継ぐ形で、デジタル時代に対応したポストプロダクションの会社として日本映像クリエイティブは同社に設立された。
現在ではCGを駆使した視覚効果（VFX）を専門としている。

## 担当作品

### 映画
- 仮面ライダーシリーズ
- スーパー戦隊シリーズ
- メタルヒーローシリーズ
- ウルトラマンシリーズ
- 劇場版 超星艦隊セイザーX 戦え!星の戦士たち
- ゴジラシリーズ
  - 平成モスラ3部作
- ガメラシリーズ
- さくや妖怪伝
- ラブ&ピース
- リング0 バースデイ
- 鉄人28号
- がんばれいわ!!ロボコン ウララ〜!恋する汁なしタンタンメン!!の巻
- テツワン探偵ロボタック
- クロスファイア
- 恋に唄えば
- 学校の怪談シリーズ
- 呪怨シリーズ
- 輪廻
- ごくせん THE MOVIE
- カンフーくん
- キューティーハニー
- 北京原人 Who are you?
- 映画　怪物くん
- 奇談
- タイガーマスク
- 男たちの大和/YAMATO
- ノロイ
- ユリシス
- 地下鉄に乗って
- 長髪大怪獣ゲハラ
- 戦闘少女 血の鉄仮面伝説
- 守護天使
- 日本沈没
- スパイ・ゾルゲ
- 天国は待ってくれる
- それでもボクはやってない
- 電人ザボーガー
- 映画 怪物くん
- 20世紀少年シリーズ
- 賭博黙示録カイジシリーズ
- いけちゃんとぼく
- 22才の別れ Lycoris 葉見ず花見ず物語
- バブルへGO!! タイムマシンはドラム式
- リアル鬼ごっこ
- BLACKFOX: Age of the Ninja
- 北辰斜にさすところ
- 大帝の剣
- ワイルド7
- 劇場版 SPECシリーズ
- エイトレンジャー
- スーパー戦闘 純烈ジャーシリーズ
- のぼうの城
- ガッチャマン
- あぶない刑事シリーズ
- 劇場版 ATARU THE FIRST LOVE & THE LAST KILL
- ボクたちの交換日記
- めめめのくらげ
- 中学生円山
- 魔女の宅急便
- 偉大なる、しゅららぼん
- ジョーカー・ゲーム
- 暗殺教室シリーズ
- 日本のいちばん長い日（2015年版）
- 木屋町DARUMA
- Mr.マックスマンシリーズ
- グラスホッパー
- 劇場版 MOZU
- 母と暮せば
- みなさん、さようなら
- 僕は友達が少ない
- 阿修羅城の瞳
- N号棟
- 破裏拳ポリマー
- ナミヤ雑貨店の奇蹟
- バースデーカード
- ハウ
- 天国は待ってくれる
- 地下鉄に乗って
- 近キョリ恋愛
- プロミスト・ランド
- サクラダリセットシリーズ
- 映画 おいハンサム!!
- 九十歳。何がめでたい
- 交換ウソ日記
- 水は海に向かって流れる
- あんのこと
- 燃えよ剣
- モエカレはオレンジ色
- バスカヴィル家の犬 シャーロック劇場版
- ツユクサ
- 犬部!
- ブラックナイトパレード
- 死神遣いの事件帖 -月花奇譚-
- ミッドナイト・イーグル
- 天間荘の三姉妹
- 七人の秘書 THE MOVIE
- 沈黙のパレード
- 手
- SOUL RED 松田優作
- AWAKE
- ドクター・デスの遺産 －BLACK FILE－
- リトル・サブカル・ウォーズ ～ヴィレヴァン！の逆襲～
- オレたち応援屋!!
- 僕の好きな女の子
- ブレイブ -群青戦記-
- うちの執事が言うことには
- バブルへGO!! タイムマシンはドラム式
- スウィングガールズ
- 解夏
- ミスター・ルーキー
- コンセント
- 私は貝になりたい
- ホタル
- 狗神
- バトル・ロワイアル
- ホワイトアウト
- 千里眼
- シャッター
- 秋深き
- ISOLA 多重人格少女
- 梟の城
- 誘拐ラプソディー
- アンダルシア 女神の報復
- もし高校野球の女子マネージャーがドラッカーの『マネジメント』を読んだら
- パラダイス・キス
- マイ・バック・ページ
- BAD LANDS バッド・ランズ
- 太平洋の奇跡 -フォックスと呼ばれた男-
- お姉チャンバラ THE MOVIE
- 僕と妻の1778の物語
- ウルルの森の物語
- なくもんか
- キラー・ヴァージンロード
- 252 生存者あり
  - 252　エピソードゼロ
- 赤んぼ少女
- 北辰斜にさすところ
- 謝罪の王様
- ホタルノヒカリ
- ファイナル・ジャッジメント
- わが母の記
- サンブンノイチ
- 3D彼女
- この道
- 検察側の罪人
- 綱引いちゃった!
- 妻よ薔薇のように　家族はつらいよ III
- 黄金を抱いて翔べ
- のぼうの城
- 犬猿
- 生きる街
- リアル鬼ごっこ
- ジョーカー・ゲーム
- 嫌な女
- ひまわり〜沖縄は忘れない あの日の空を〜
- TOO YOUNG TO DIE! 若くして死ぬ
- 横道世之介
- 関ヶ原

### テレビドラマ
- スーパー戦隊シリーズ（1996年 - ）
- メタルヒーローシリーズ（1996年 - 2000年）
- 仮面ライダーシリーズ（2000年 - ）
- ウルトラマンシリーズ（2012年 - ）
  - ネオ・ウルトラQ
- 超星神シリーズ
- ウイングマン
- 美少女戦士セーラームーン（2003-04年）
- 西遊記
- 燃えろ!!ロボコン
- スカイハイシリーズ（2003年 - 2004年）
- 吉祥天女 オープニング
- さいごの約束
- 横浜海上警察
- メッセージ
- 世にも奇妙な物語シリーズ
- ワク！ワク！東京ディズニーリゾート
- 佐賀のがばいばあちゃん
- 超忍者隊イナズマ!
- ムラマサ
- JINGI 仁義
- SPEC〜零〜
- 玉川区役所 OF THE DEAD
- マイダイアリー
- 全領域異常解決室
- ギークス〜警察署の変人たち〜
- ブラック・ジャック
- ダブルチート 偽りの警官
- お迎え渋谷くん
- アクターズ・ショート・フィルム
- 今日からヒットマン
- ハイエナ
- 帰ってきたらいっぱいして。
- トクメイ!警視庁特別会計係
- あたりのキッチン!
- アオハライド
- この素晴らしき世界
- ばらかもん
- 青春シンデレラ
- HOTEL -NEXT DOOR-
- 寂しい丘で狩りをする）
- 奇跡のバックホーム
- 駐在刑事シリーズ
- しもべえ
- 管理官キング
- 潜水艦カッペリーニ号の冒険
- 春は短し恋せよ男子。
- Dr.チョコレート
- ブルーバースデー
- 忍者に結婚は難しい
- グラップラー刃牙はBLではないかと考え続けた乙女の記録ッッ
- ザ・ハイスクール ヒーローズ
- 黒鳥の湖
- 推しの王子様
- プロミス・シンデレラ
- ただ離婚してないだけ
- 向こうの果て
- 流れ星
- 私の夫は冷凍庫に眠っている
- 竜の道 二つの顔の復讐者
- 歩くひと
- オペレーションZ：～日本破滅、待ったなし～
- ワケあって火星に住みました〜エラバレシ4ニン〜
- ランチ合コン探偵〜恋とグルメと謎解きと〜
- 悪魔の手毬唄
- THE突破ファイル（サイロ）
- 左ききのエレン
- ミリオンジョー
- 死との約束
- 江戸モアゼル
- 知ってるワイフ
- アオイウソ〜告白の放課後〜
- ミラー・ツインズシリーズ
- プリンセス美智子さま物語 知られざる愛と苦悩の軌跡
- 平成物語　なんでもないけれど、かけがえのない瞬間
- 約束のステージ 〜時を駆けるふたりの歌〜
- トクサツガガガ
- さすらい温泉♨遠藤憲一
- BRIDGE はじまりは1995.1.17神戸
- 人生が楽しくなる幸せの法則
- サイレント・ヴォイス 行動心理捜査官・楯岡絵麻
- 真犯人
- 捜査会議はリビングで!シリーズ
- 突然コマーシャルドラマ
  - 名探偵コジン
  - ザ・リアリティ・ショー～
- デイジー・ラック
- ブレイクマンデー24
  - ストリートワイズ・イン・ワンダーランド ～事件の方が放っておかない探偵～
- バイバイ、ブラックバード
- 暇なJD・三田まゆ〜今夜、私と“優勝”しませんか〜
- ビジランテ
- 探偵はBARにいる
- 南極料理人
- 警視庁いきもの係
- 宮沢賢治の食卓
- やすらぎの郷
- パンセ
- 北斗 ある殺人者の回心
- 銭形警部シリーズ
- 大貧乏
- 「侠飯～おとこめし～」（ テレビ東京 ）
- 受験のシンデレラ
- 森山中教習所
- ふなっしー探偵
- ママとパパが生きる理由。
- 警視庁捜査一課9係（2時間スペシャル）
- 玉川区役所 OF THE DEAD
- SMOKING GUN〜決定的証拠〜
- 血の轍
- 検事・朝日奈耀子
- 人類学者・岬久美子の殺人鑑定
- ゆりちかへ ママからの伝言
- 遅咲きのヒマワリ〜ボクの人生、リニューアル〜
- 尾根のかなたに ～父と息子の日航機墜落事故～
- 東野圭吾ミステリーズ（甘いはずなのに）
- 息もできない夏
- ぼくの夏休み
- 外事警察
- もう一度君に、プロポーズ
- Answer〜警視庁検証捜査官
- 越境捜査
- 造花の蜜
- 聞かなかった場所
- 秘密諜報員エリカ
- 最後の晩餐 〜刑事・遠野一行と七人の容疑者〜
- さよならぼくたちのようちえん
- たけしとひとし
- 美丘
- MM9
- 球形の荒野
- Mother
- 記憶の海
- サラリーマン金太郎 2
- Lovin’you
- サムライ・ハイスクール
- 左目探偵EYE
- 俺たちは天使だ
- アタシんちの男子
- 黒部の太陽
- 都市伝説セピア（アイスマン）
- うそうそ
- ここはグリーンウッド
- 花ざかりの君たちへ イケメンパラダイス
- ベイビーstyle
- 東京ゴーストトリップ
- スイート10 最後の恋人
- 東京大空襲
- RHプラス
- しゃばけ
- Kawaii! JeNny
- 風魔の小次郎
- ダブルスコア
- 闇のパープル・アイ

### インターネット配信
- 仮面ライダーシリーズ
- スーパー戦隊シリーズ
- ウルトラマンシリーズ
- 地面師たち
- 代償
- 銭形警部・真紅の捜査ファイル
- 星から来たあなた

### DVD
- 絶対少年
- CLUSTER EDGE
- あまえないでよっ!! 喝!!
- アカギ BOX
- 牙狼-GARO-
- 銀色の髪のアギト
- NANA
- ああっ女神さまっシリーズ
- 鬼公子炎魔
- ストラトス・フォー（ADVANCE 完結編）
- ダーティペア BOX
- 夜明け前より瑠璃色な
- Alka BOX
- ギャラクシーエンジェる〜ん
- MONSTER

### VP
- 公妨 一瞬の死角
- 文部科学省 教育体験シアター
- J&B
- ダイナコネクティブ

### PV
- ガンヘッド
- ガンダムSEED
- SOPHIA_Cod-E.
- REGZA
- S1
- キュートン

### チャンネル16の担当作品
- 5年3組魔法組（1976年 - 1977年）
- 大鉄人17（1977年）
- スーパー戦隊シリーズ（1977年 - 1990年）
- 冒険ファミリー ここは惑星0番地（1977年 - 1978年）
- 透明ドリちゃん（1978年）
- スパイダーマン（1978年 - 1979年）
- 仮面ライダーシリーズ（1979年 - 1988年）
- シルバージャガー（1980年・パイロット版）
- Xボンバー（1980年 - 1981年）
- ねらわれた学園（1981年　監督：大林宣彦）
- 東映不思議コメディーシリーズ（1981年 - 1990年）
- メタルヒーローシリーズ（1982年 - 1990年）
- 星雲仮面マシンマン（1984年）
- 兄弟拳バイクロッサー（1985年）
- 月曜ドラマランド ゲゲゲの鬼太郎（1985年）
  - 妖怪奇伝ゲゲゲの鬼太郎 魔笛エロイムエッサイム（1987年）
- 仮面ライダーBLACK RX（1988年 - 1989年）

### 映画工房の担当作品
- 東映不思議コメディーシリーズ（1990年 - 1993年）
- スーパー戦隊シリーズ（1990年 - 1996年）
- メタルヒーローシリーズ（1990年 - 1999年）
- 女バトルコップ（1990年）
- 真・仮面ライダー 序章（1992年）
- 大予言/復活の巨神（1992年）

### その他
- 宇宙刑事 NEXT GENERATION
- スパルタンMX
- スペシャルコント 志村けん in 探偵佐平60歳
- 直撃!シンソウ坂上：2時間SP～日航123便からのメッセージ・33年目の真相～
- MAYDAY（五目天）：Life of Planet
- ガンダム立像（サーベルエフェクト）
- 歴史群像シリーズ：太平洋航空大決戦 零式艦上戦闘機